# Groene schiffornis
De groene schiffornis (Schiffornis virescens) is een zangvogel uit de familie Tityridae.

## Verspreiding en leefgebied
Deze soort komt voor van zuidoostelijk Brazilië (zuidelijk Bahia) tot oostelijk Paraguay en noordoostelijk Argentinië.

## Status
De grootte van de populatie is niet gekwantificeerd maar de soort wordt omschreven als vrij algemeen. Op de Rode lijst van de IUCN heeft deze soort de status niet bedreigd.